# Syzygium pseudomegistophyllum
Syzygium pseudomegistophyllum är en myrtenväxtart som beskrevs av W.N.Takeuchi. Syzygium pseudomegistophyllum ingår i släktet Syzygium och familjen myrtenväxter. Inga underarter finns listade i Catalogue of Life.